# Ethel-Rosenberg-Straße 1, 2, 6, 9–13, 15–17 (Plößnitz)

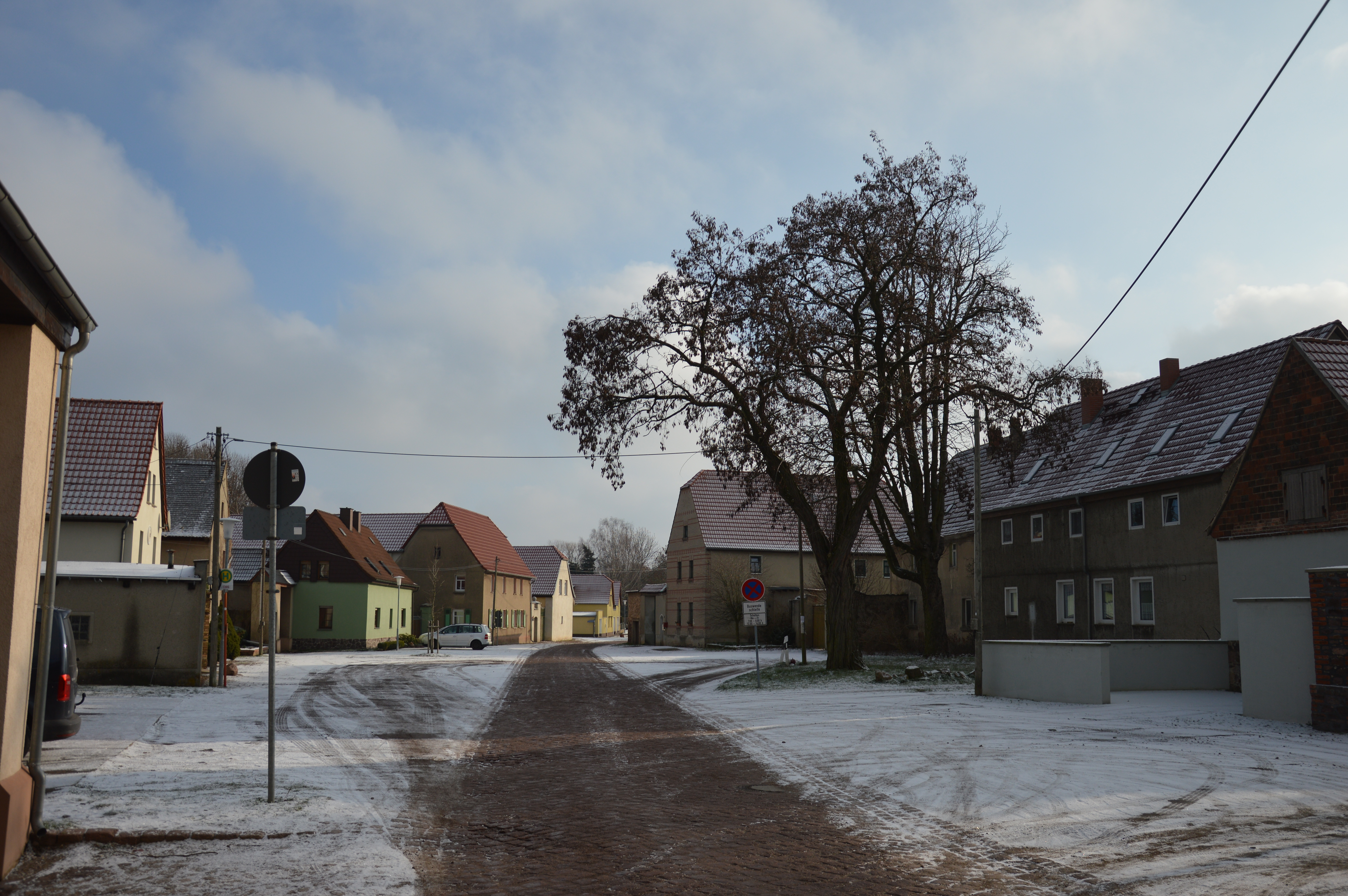
Ethel-Rosenberg-Straße 1, 2, 6, 9–13, 15–17

Ethel-Rosenberg-Straße 1, 2, 6, 9–13, 15–17 ist die im Denkmalverzeichnis genutzte Bezeichnung eines denkmalgeschützten Platzes im zur Stadt Landsberg in Sachsen-Anhalt gehörenden Ortsteil Plößnitz.
Der Platz bildet den langgestreckten Dorfplatz von Plößnitz und befindet sich im Ortszentrum. Er ist mit Wohnhäusern und Wirtschaftsgebäuden aus der Zeit der ersten Hälfte des 19. Jahrhunderts umbaut. Zum Denkmal gehört auch die Straßenpflasterung.
Im örtlichen Denkmalverzeichnis ist der Platz unter der Erfassungsnummer 094 55410 als Denkmalbereich verzeichnet.